# فلیکس خمورکوفسکا
فلیکس خمورکوفسکا (لهستانی: Feliks Chmurkowski؛  ‏۱۸ مهٔ ۱۸۹۶ – ۱۶ آوریل ۱۹۷۱) بازیگر اهل لهستان بود.
از فیلم‌ها یا برنامه‌های تلویزیونی که وی در آن نقش داشته‌است، می‌توان به پرونده خلبان مارشا، عالی‌جناب، شاگرد مغازه، سه قلب، همسایه‌ها، همه مجاز به عشق ورزیدن هستند و بولک و لولک اشاره کرد.